# Bromus bromoideus
Bromus bromoideus är en gräsart som först beskrevs av Alexandre Louis (Alexander Ludwig) Simon Lejeune, och fick sitt nu gällande namn av François Crépin. Bromus bromoideus ingår i släktet lostor, och familjen gräs. Inga underarter finns listade i Catalogue of Life.

## Bildgalleri

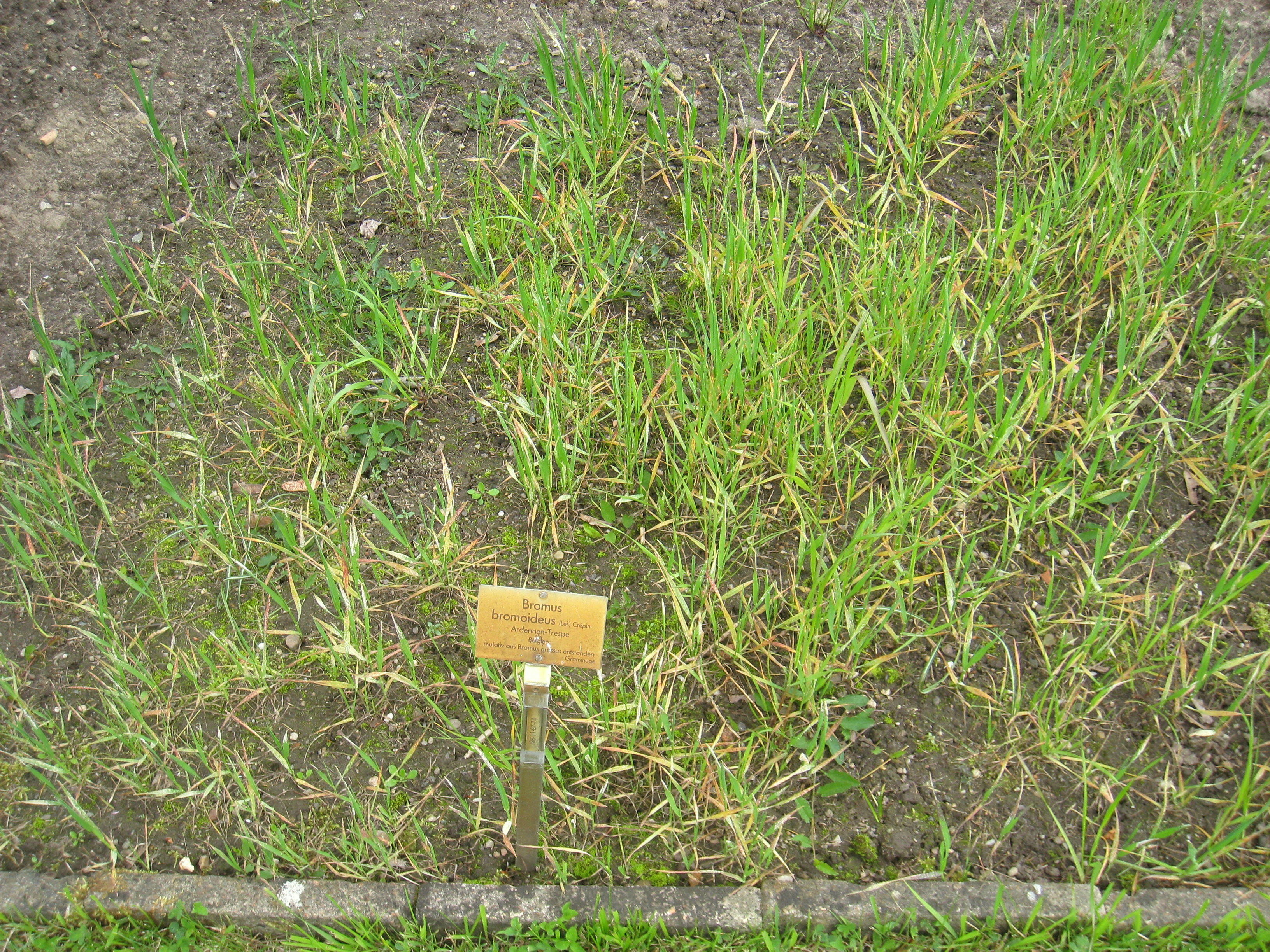
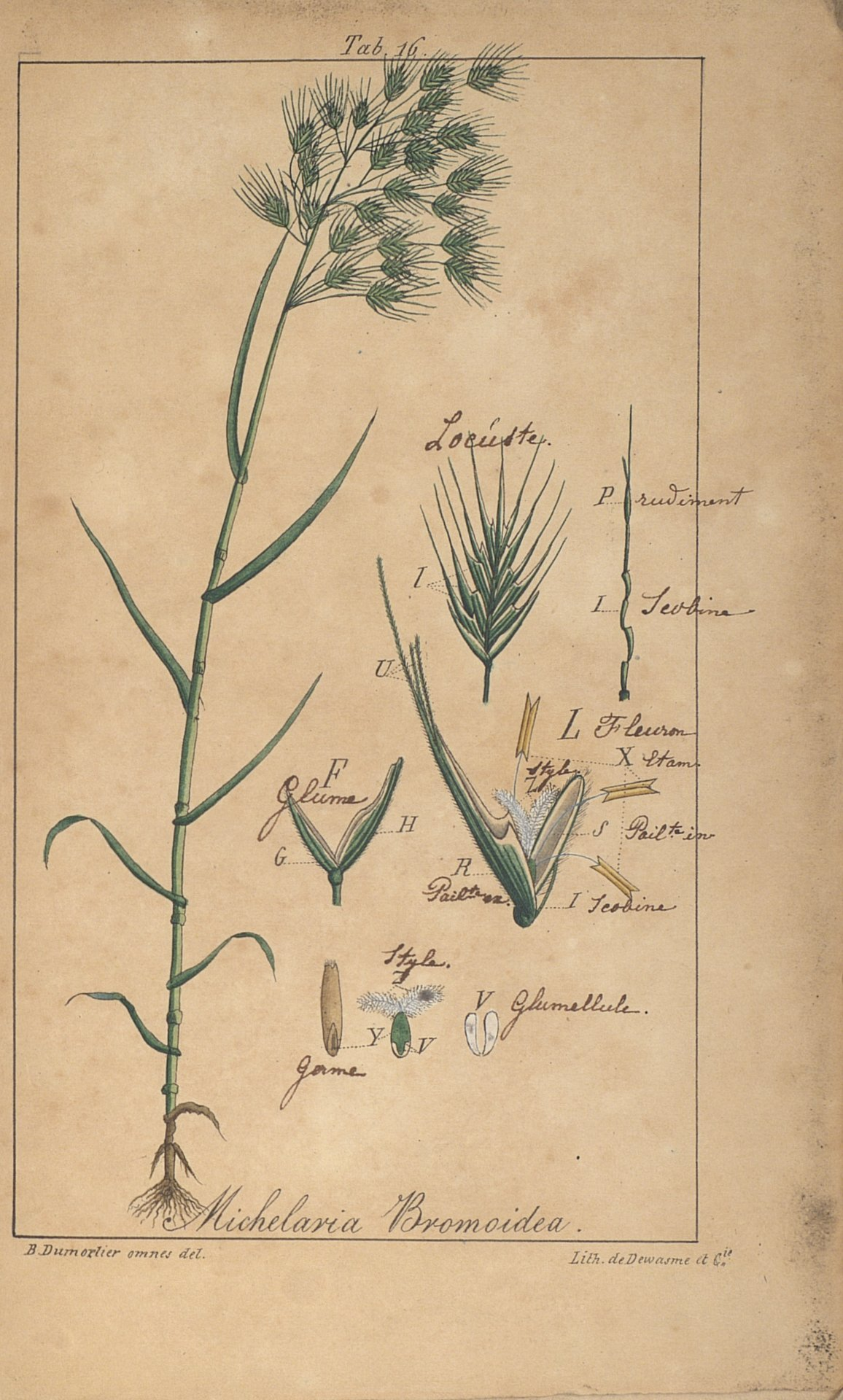